# ستيفن هيل (عالم سياسة)
ستيفن هيل (بالإنجليزية: Steven Hill)‏ هو عالم سياسة أمريكي، ولد في 6 يونيو 1958 في نيو لندن في الولايات المتحدة.